# Kraftwerk Höchstädt
Das Kraftwerk Höchstädt ist ein Laufwasserkraftwerk der Mittlere Donau Kraftwerke AG an der Staustufe Höchstädt an der Donau und wird von der LEW Wasserkraft GmbH betrieben.
Das Kraftwerk ging 1982 in Betrieb und ist Teil der Staustufe Höchstädt an der Donau bei Stromkilometer 2530,8. Das mit zwei Turbinensätzen ausgestattete Kraftwerk ist ausgelegt für eine Ausbauwassermenge von etwa 210 m³/s. Zwei Kaplan-Turbinen treiben zwei Generatoren mit einer Nennleistung von je 5 Megawatt mit einem entsprechenden Regelarbeitsvermögen des Kraftwerks von 61,6 Millionen kWh im Jahr. Das Wehr der Staustufe besteht aus drei Feldern und dem links angeordneten Krafthaus. Am rechten Ufer befindet sich eine Bootsschleuse. Die Egau wird auf der linken Seite an der Staustufe vorbeigeleitet und mündet direkt unterhalb in die Donau.